# April 1995
Dit artikel geeft een chronologisch overzicht van alle belangrijke gebeurtenissen per dag in de maand april van het jaar 1995.

## Gebeurtenissen

### 4 april
- Lekkerkerk begraaft de 20-jarige Jeffrey Broere. De soldaat 1e klas is zes dagen eerder nabij Tuzla door een mortiergranaat gedood. Hij is het vierde slachtoffer onder de Nederlanders die dienst doen in voormalig Joegoslavië.

### 6 april
- Au pair Anna Corina Peeze keert terug in Nederland. Zij was aangeklaagd wegens doodslag, bijna een jaar eerder, op de baby die zij verzorgde. Peeze hield vol dat zij daaraan onschuldig was en trof een schikking met de officier van justitie: zij 'bekende' het lichtere vergrijp van kinderverwaarlozing en mocht daarop naar huis.

### 9 april
- De Russische atleet Oleg Otmakhov wint in een tijd van 2:12.43 de marathon van Antwerpen, bij de vrouwen gaat de zege naar de Belgische Marleen Renders (2:31.26).

### 10 april
- Sjanghai Metrolijn 1 wordt geopend en is daarmee de eerste metrolijn is een ambitieus plan van de gemeente Shanghai om een netwerk van zo'n 20 metrolijnen aan te leggen binnen 40 jaar tijd.
- Andre Agassi lost Pete Sampras na 82 weken af als nummer één op de wereldranglijst der tennisprofessionals: de Amerikaan moet die positie na dertig weken weer afstaan aan zijn landgenoot.

### 19 april
- Bij een bomaanslag in Oklahoma City, VS, komen 168 mensen om het leven, onder wie 19 kinderen.

### 21 april
- Het kabinet besluit tot aanleg van de Betuwelijn. Voor extra aanpassingen ten behoeve van omwonenden en milieu wordt een bedrag van 820 miljoen gulden uitgetrokken. De totale kosten van de lijn belopen daarmee 8,2 miljard. Eind juni brengen de paarse fracties in de Tweede Kamer één wijziging aan in de plannen: er komt geen brug over, maar een tunnel onder het Pannerdensch Kanaal.
- Nederland eindigt als vierde bij het wereldkampioenschap ijshockey voor B-landen in Kopenhagen.

### 22 april
- Mauro Gianetti wint de 30e editie van Nederlands enige wielerklassieker, de Amstel Gold Race.

### 23 april
- De Spaanse langeafstandsloper Martín Fiz is met 2:08.57 de snelste in de 15e editie van de marathon van Rotterdam. Bij de vrouwen zegeviert zijn landgenote Mónica Pont in 2:30.34.

### 27 april
- De schrijver Willem Frederik Hermans (73) overlijdt.

### 28 april
- Het kabinet besluit tot een drastische ingreep in de sociale zekerheid: de Ziektewet wordt vergaand geprivatiseerd. Bedrijven moeten zieke werkgevers vanaf 1 januari 1996 zelf een jaar lang en minstens 70 procent van het loon doorbetalen. Nu is dat nog twee tot zes weken. De bedrijven kunnen zich tegen dit risico verzekeren. Op 30 november gaat de Tweede Kamer, na een hoofdelijke stemming, akkoord.

### 29 april
- De Française Catherine Marsal (24) brengt op de wielerbaan van Bordeaux het werelduurrecord voor vrouwen op 47,112 kilometer. Zij verbetert het zes jaar oude record van haar landgenote Jeannie Longo. Marsal is de eerste vrouw die de grens van 47 kilometer heeft doorbroken.
- Op de zaterdag voor 30 april bezoekt koningin Beatrix de Limburgse plaatsen Sittard en Eijsden.

### 30 april
- Titelverdediger Stephen Hendry wint het WK snooker voor de vierde keer op rij en de vijfde keer in totaal.

<< · januari · februari · maart · april · mei · juni · juli · augustus · september · oktober · november · december · >>